# L'Enfant de l'hiver
L'Enfant de l'hiver est un film français réalisé par Olivier Assayas, sorti en 1989.

## Fiche technique
- Titre : L'Enfant de l'hiver
- Réalisation : Olivier Assayas
- Montage Son: Michel Klochendler
- Scénario : Olivier Assayas
- Premier assistant réalisateur : Hubert Engammare
- Pays de production :  France
- Format : couleur — 35 mm — 1,66:1 — stéréo
- Genre : drame
- Durée : 88 minutes
- Date de sortie : 15 février 1989 à la Berlinale  Allemagne

## Distribution
- Clotilde de Bayser : Sabine
- Michel Feller : Stéphane
- Marie Matheron : Natalia
- Jean-Philippe Écoffey : Bruno
- Gérard Blain : père de Stéphane
- Anouk Grinberg : sœur de Stéphane
- Nathalie Richard : Leni
- Yves Dangerfield : Jean-Marie
- Pierrick Mescam
- Virginie Thévenet : Maryse
- Myriam David : Marie
- Inês de Medeiros : Ana
- Jérôme Zucca
- Serge Riaboukine
- Michel Raskine